# Forever Fever
Forever Fever, noto anche con il titolo internazionale That's the Way I Like It, è un film del 1998 scritto e diretto da Glen Goei.

## Trama
Ah Hock decide di partecipare a una gara di danza per ottenere il denaro necessario per comprare una nuova motocicletta, e nel frattempo deve affrontare le tensioni presenti in famiglia tra suo padre e il fratello Ah Beng.